# Gratin dauphinois
Il gratin dauphinois (gratin del Delfinato) è un piatto francese originario dell'antica provincia del Delfinato. È a base di patate e di crème fraîche.
Questo piatto è noto in Nordamerica come au gratin style potatoes (Stati Uniti d'America e Canada anglofono) o pommes de terre au gratin (Canada Francofono).
Esso è consumato preferibilmente a cena o a pranzo insieme alle sue varianti
Questo piatto tradizionale non ha una ricetta univoca. Ad esempio, se vi si utilizza formaggio (emmentaler, gruviera grattugiato, etc.), ingrediente che la ricetta originale invece non prevede, è conosciuto come gratin savoyard.
Le patate sono importanti. La variante nota come Charlotte conferisce un gusto leggermente dolciastro. L'importante comunque è che le patate non siano né troppo gialle né troppo sode. Il tipo Monna Lisa va ugualmente molto bene per questo piatto.
Le patate devono essere lavate, sbucciate, tagliate a rondelle e cotte direttamente in forno.